# 丁関根
丁 関根（てい かんこん、簡体字：丁 关根、繁体字：丁 關根、英語：Ding Guangen（ディン・グアンゲン）、1929年9月 - 2012年7月22日）は、中華人民共和国の政治家。第14・15期中国共産党中央政治局委員、第9代鉄道部長、江沢民政権の10年間党中央宣伝部長を務めた。

## 生涯
1929年9月に江蘇省無錫県に誕生した。1951年に上海交通大学を卒業した。1956年7月に中国共産党に入党し、交通部での業務を重ねて1985年に鉄道部長（大臣）兼党組書記に就任した。1987年に党中央政治局候補委員となるが、1988年に入ると中国国内で重大な鉄道事故が多発し、その責任を問われて鉄道部長を辞任した。直後の3月24日、修学旅行中の日本人高校生29人が死亡した上海列車事故が発生。その翌日から開催された第7期全国人民代表大会第1回会議において、国家計画委員会副主任（次官）に格下げされる。候補委員とはいえ、政治局委員が副部長となったのは文化大革命終結後初めてのことだった。
1989年の第13期4中全会において党中央書記処書記となり、翌年には党中央統一戦線部長に就任。1992年の第14期1中全会において中央政治局委員に選出され、中央宣伝部長に就任。中央宣伝部は建国以来の重要部門である党の思想や路線などを伝える宣伝工作を統括する機構であり、マス・メディア規制における影響力は非常に大きいため、部長である丁はメディア関係者から嫌われた。また丁は、法輪功問題に対処する中共中央指導者小組の副組長、党中央精神文明建設指導委員会主任なども務めた。2002年10月に党中央宣伝部長を退任。70歳定年の内規により、翌月の第16回党大会において中央委員からも引退した。2012年7月22日に北京で死去した。82歳であった。